# Соило Салдомбиде
Соило Салдомбиде (на испански: Zoilo Saldombide) е уругвайски футболист, нападател.

## Кариера
Салдомбиде започва да играе футбол в местния отбор Синасина. През 1918 г. се премества в Монтевидео Уондърърс, където първо играе за юношите, а по-късно за първия отбор. През 1923 г. отборът му печели титлата. Като играч на този клуб, той е част от националния отбор на Уругвай, който спечелва олимпийските игри през 1924 г., и 2 пъти първенството на Южна Америка - 1924 и 1926 г., а през 1930 г. печели първото в историята световно първенство, организирано от ФИФА. През 1927 г. и 1931-1934 играе за Насионал Монтевидео, който става двукратен шампион Уругвай.
През 2011 г. в чест на Соило Салдомбиде в административния център на Канелонес е кръстена улица на него, в непосредствена близост до стадиона на град Мартинес Монегал.

## Отличия

### Отборни
Монтевидео Уондърърс
- Примера дивисион де Уругвай: 1923

Насионал Монтевидео
- Примера дивисион де Уругвай: 1933, 1934

### Международни
Уругвай
- Световно първенство по футбол: 1930
- Олимпийски игри златен медал: 1924
- Копа Америка: 1924, 1926